# Parafia św. Antoniego Padewskiego w Nożynie
Parafia świętego Antoniego Padewskiego w Nożynie – parafia rzymskokatolicka, znajdująca się w diecezji pelplińskiej, w dekanacie Łupawa.